# Petrești (Dâmbovița)
Pour les articles homonymes, voir Petrești.
Petrești est une ville roumaine située dans le județ de Dâmbovița.

## Démographie
Lors du recensement de 2011, 97,85 % de la population se déclarent roumains (0,36 % déclarent une autre appartenance ethnique et 1,77 % ne déclarent pas d'appartenance ethnique).

## Politique
| Parti | Parti                        | Sièges |
| ----- | ---------------------------- | ------ |
|       | Parti national libéral (PNL) | 12     |
|       | Parti social-démocrate (PSD) | 3      |